# Heinrich Reinermann

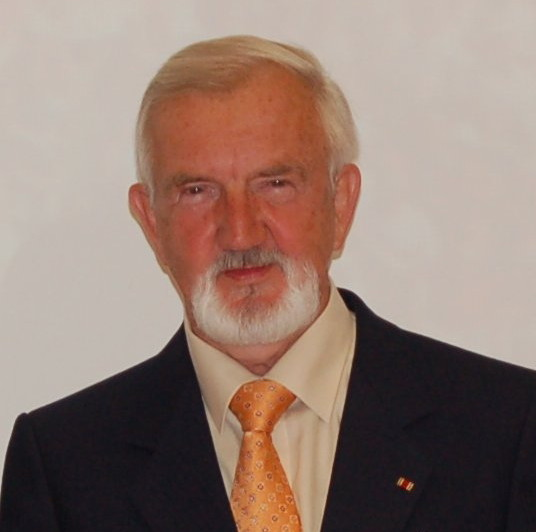
Heinrich Reinermann

Heinrich Reinermann (* 11. Januar 1937 in Osnabrück; † 27. Mai 2025 in Speyer) war ein deutscher Verwaltungswissenschaftler.

## Leben
Reinermann besuchte das Gymnasium Georgianum (Lingen). Nach dem Abitur durchlief er eine kaufmännische Ausbildung bei den Klöckner-Werken. An der Universität Hamburg begann er Betriebswirtschaftslehre zu studieren. 1959 wurde er im Pépinière-Corps Franconia Hamburg recipiert. Er zeichnete sich als Consenior und Senior aus. Als Inaktiver wechselte er an die Westfälische Wilhelms-Universität und die Universität Mannheim. Mit einer Doktorarbeit über die optimale Gestaltung der täglichen Arbeitszeit im Industriebetrieb wurde er 1966 in Münster zum Dr. rer. pol. promoviert. Er entwickelte Techniken der mathematischen Programmierung, um die Steuerung verschiedener Leistungsdeterminanten zu optimieren. Während eines Forschungsaufenthalts am Computer Science Department and Business School der Stanford University im Silicon Valley wechselte Reinermann zur Verwaltungswissenschaft. Er richtete sein wissenschaftliches Interesse auf quantitative Methoden, automatisierte Datenverarbeitung und Programmierung im Bereich der öffentlichen Verwaltung. Reinermann gehört somit in Deutschland zu den Pionieren der Verwaltungsinformatik. 1973 habilitierte er sich in Mannheim über die Grenzen und Möglichkeiten formaler Entscheidungssysteme für die Exekutive von Bund und Ländern. Im selben Jahr lehnte er einen Ruf an die Universität der Bundeswehr Hamburg ab. Dem Ruf der Deutschen Hochschule für Verwaltungswissenschaften Speyer folgte er.  Rufe der Universität der Bundeswehr München, der Johannes-Kepler-Universität Linz in Österreich und der Universität Konstanz lehnte er ab. 1978 wurde Reinermann Leiter des von ihm aufgebauten Rechenzentrums, von 1990 bis 1994 Rektor und Prorektor der Hochschule. Reinermann wurde am 30. September 2003 emeritiert. 2009 erhielt er das Bundesverdienstkreuz am Bande. 2011 wurde er zum Fellow der Gesellschaft für Informatik e. V. (GI) ernannt.
Neben seinem eigenen wissenschaftlichen Schaffen, das sich in weit über 300 Publikationen, darunter 35 Bücher und über 260 Aufsatzpublikationen widerspiegelt, übernahm Reinermann die Rolle eines Nestors der deutschen Verwaltungsinformatik. Beispielhaft hierfür sind seine Funktionen als Sprecher der Sektion Informatik in Recht und öffentlicher Verwaltung der Gesellschaft für Informatik, seine Vorstandstätigkeit bei der Arbeitsgemeinschaft für wirtschaftliche Verwaltung e. V. und seine Herausgebertätigkeiten für die Zeitschrift Verwaltung und Management und die Schriftenreihe Verwaltungsinformatik.